# NGC 3146
NGC 3146 este o astronomical radio source⁠(d) situată în constelația Hidra. A fost descoperită în 1886 de către Ormond Stone⁠(d). Se află la o distanță de 57,46 de megaparseci de Pământ.